# Corbulopsora cumminsii
Corbulopsora cumminsii är en svampart som beskrevs av Thirum. 1947. Corbulopsora cumminsii ingår i släktet Corbulopsora och familjen Pucciniaceae.   Inga underarter finns listade i Catalogue of Life.